# Выборы в Учредительное собрание на Кубе (1900)
Выборы в Учредительное собрание на Кубе проходили 15 сентября 1900 года. В результате победу одержала Республиканско-демократическая коалиция (альянс Республиканской партии Гаваны и партии Демократический союз), которая получила 18 из 31 места Учредительного собрания. Патриотическое объединение было альянсом между Национальной партией и Ориенте.
Избранные депутаты участвовали в написании Конституции Кубы 1901 года.

## Результаты
| Партия                                  | Голосов | %   | Мест |
| --------------------------------------- | ------- | --- | ---- |
| Республиканско-демократическая коалиция |         | 58  | 18   |
| Кубинская национальная партия           |         | 29  | 9    |
| Патриотическое объединение              |         | 13  | 4    |
| Всего                                   |         | 100 | 31   |
| Источник: Dieter Nohlen                 |         |     |      |